# Чемпионат России по самбо
Чемпионат России по самбо — соревнование по самбо за звание чемпиона России. Впервые был проведён в 1992 году. Проводится ежегодно. В 2015 году в рамках чемпионатов были объединены соревнования среди мужчин и женщин. С 2018 года в программу были также включены соревнования по боевому самбо.
| Год  | №                   | Дата                           | Место проведения |
| ---- | ------------------- | ------------------------------ | ---------------- |
| 1992 | Чемпионат 1992 года | 1992 год                       | Рыбинск          |
| 1993 | Чемпионат 1993 года | 1993 год                       | Кстово           |
| 1994 | Чемпионат 1994 года | 1994 год                       | Дзержинск        |
| 1995 | Чемпионат 1995 года | 1995 год                       | Тула             |
| 1996 | Чемпионат 1996 года | 1996 год                       | Краснодар        |
| 1997 | Чемпионат 1997 года | 1997 год                       | Санкт-Петербург  |
| 1998 | Чемпионат 1998 года | 1998 год                       | Калининград      |
| 1999 | Чемпионат 1999 года | 1999 год                       | Санкт-Петербург  |
| 2000 | Чемпионат 2000 года | 2000 год                       | Москва           |
| 2001 | Чемпионат 2001 года | 2001 год                       | Санкт-Петербург  |
| 2002 | Чемпионат 2002 года | 2002 год                       | Самара           |
| 2003 | Чемпионат 2003 года | 2003 год                       | Екатеринбург     |
| 2004 | Чемпионат 2004 года | 2004 год                       | Пермь            |
| 2005 | Чемпионат 2005 года | 2005 год                       | Самара           |
| 2006 | Чемпионат 2006 года | 2006 год                       | Верхняя Пышма    |
| 2007 | Чемпионат 2007 года | 15 — 18 марта 2007 года        | Кстово           |
| 2008 | Чемпионат 2008 года | 12 — 16 сентября 2008 года     | Астрахань        |
| 2009 | Чемпионат 2009 года | 18 — 22 марта 2009 года        | Дмитров          |
| 2010 | Чемпионат 2010 года | 4 — 8 марта 2010 года          | Ярославль        |
| 2011 | Чемпионат 2011 года | 10 — 14 марта 2011 года        | Выкса            |
| 2012 | Чемпионат 2012 года | 7 — 12 марта 2012 года         | Пермь            |
| 2013 | Чемпионат 2013 года | 6 — 11 марта 2013 года         | Хабаровск        |
| 2014 | Чемпионат 2014 года | 6 — 11 марта 2014 года         | Верхняя Пышма    |
| 2015 | Чемпионат 2015 года | 2015 год                       | Санкт-Петербург  |
| 2016 | Чемпионат 2016 года | 4 — 9 марта 2016 года          | Химки            |
| 2017 | Чемпионат 2017 года | 4 — 6 марта 2017 года          | Екатеринбург     |
| 2018 | Чемпионат 2018 года | 1 — 5 марта 2018 года          | Хабаровск        |
| 2019 | Чемпионат 2019 года | 1 — 5 марта 2019 года          | Казань           |
| 2020 | Чемпионат 2020 года | 27 февраля — 2 марта 2020 года | Чебоксары        |
| 2021 | Чемпионат 2021 года | 27 февраля — 1 марта 2021 года | Оренбург         |
| 2022 | Чемпионат 2022 года | 24 февраля — 1 марта 2022 года | Верхняя Пышма    |
| 2023 | Чемпионат 2023 года | 28 февраля — 2 марта 2023 года | Пермь            |
| 2024 | Чемпионат 2024 года | 4 — 6 марта 2024 года          | Брянск           |
| 2025 | Чемпионат 2025 года | 5 — 7 марта 2025 года          | Краснодар        |